# Stop clopes
Stop Clopes (Butt Out en version originale) est le treizième épisode de la septième saison de la série animée South Park, ainsi que le 109e épisode de l'émission.

## Synopsis
Les enfants brûlent accidentellement leur école en fumant. Les adultes ne condamnent pas l’incendie occasionné mais le fait que les enfants aient essayé de fumer. Par chance pour eux, la faute est rejetée sur les compagnies de tabac. Rob Reiner arrive alors à South Park et les enfants découvrent ses méthodes de travail. Rob Reiner, ayant un caractère direct qui s'approche de celui de Cartman, ce dernier l'idolâtre rapidement, mais déchante tout aussi vite quand il apprend que Rob Reiner veut le tuer pour le bien de sa campagne anti tabac.